# Телепнево (Липецкая область)
Телепнево — село в Данковском районе Липецкой области, входит в состав Баловневского сельсовета. 

## Географическое положение
Село расположено в 25 км на юго-запад от центра поселения села Баловнёво и 34 км на юго-запад от райцентра города Данков.

## История
Телепнево, Покровское тож, расположенное при большой Елецкой дороге, вместе с селом Зверевым, как видно из выписи отказных книг, данных из Воронежа из Приказа Адмиралтейских Дел Троицкого Сергиева монастыря властям архимадриту Селивестру, келарю Мисаилу Григорову и казначею Пахомию Барташову, «за посеку заповедного леса отписанного на Великого Государя, а в 1703 г., по государеву указу, пожаловано в дом Живоначальной Троицы в Сергиев монастырь, вместо взятых отписных монастырских вотчин, которые отписаны к Олонцу на Великого Государя – Белозёрского уезду, села Танища да Пошехонскому уезду, села Коприла, приселки Ивановское да Поповское».
В отказных кн. 1703 г. в с. Телепнево показано: «двор думного дворянина, Ивана Степановича Телепнева, жены его, вдовы Марфы Артёмовны со всяким дворовым и хоромным строением, а в том дворе деловых людей 10 человек, крестьянских 79 дворов. А в вышеперечисленных вотчинах - в с. Телепнево и Зверево – пашни, сено и лес и всякие угодья по писцовым, и по отказн. книгам, и по дачам, чем владели прежние вотчинники». По переписным книгам 1676 г. в с. Телепнево показано: двор вотчинников и крестьянских 34 двора, по переписным книгам 1710 г. – двор монастырский в котором живут скотники, крестьянских 36 дв. и 2 дв. нищинских, в 1716 г. - кроме монастырского двора, 22 крестьянских и 1 нищенский. В выписи данной в 1748 г. в с. Телепнево показано 289 душ, а по выписи 1756 г. – 247 душ.
Время первоначального построения в с. Телепнево Покровской церкви неизвестно. Вместо обветшавшей в 1750 г. построена была новая деревянная церковь в прежнем храмонаименовании с приделом Троицким. Каменная Покровская церковь окончена постройкой и освящена в 1870 году. 
В XIX — начале XX века село входило в состав Хрущевской волости Данковского уезда Рязанской губернии. В 1906 году в селе было 429 дворов.
С 1928 года село являлось центром Телепневского сельсовета Данковского района Козловского округа Центрально-Чернозёмной области, с 1954 года — в составе Липецкой области, с 2011 года — в составе Баловневского сельсовета.
До 2009 года в селе действовала Телепневская основная общеобразовательная школа.

До 2019 года в селе существовал детский сад, после чего летом 2019 года был снесён по решению сельсовета.

## Население
| 1859 | 1897  | 1906  | 2010 |
| ---- | ----- | ----- | ---- |
| 1906 | ↗2398 | ↗3095 | ↘200 |

## Достопримечательности села
В селе расположена недействующая Церковь Покрова Пресвятой Богородицы (1890).
В селе находится памятник павшим войнам за ВОВ. Находится он рядом с местным клубом и домом Культуры.
В 2020 году была достроена и заработала местная аптека, находящаяся рядом с автобусной остановкой. 